# Galim
Ne doit pas être confondu avec Galim-Tignère.
Galim est une commune du Cameroun située dans le département de Bamboutos et la région de l'Ouest, en pays Bamiléké.

## Géographie
La localité de Galim est située sur la route provinciale P15 à 18 km au nord-est du chef-lieu départemental Mbouda.
La commune couvre une superficie de 513 km2 soit 43,7 % du département des Bamboutos, elle est limitée :
Au Nord par la Commune de Balikumbat (Région du Nord-Ouest),
À l'Ouest par la Commune de Mbouda et la Commune de Santa (Région du Nord-Ouest),
Au Sud par la Commune de Mbouda et la Commune de Kouoptamo (Département du Noun),
À l'Est par la Commune de Kouoptamo (Département du Noun, Région de l'Ouest) et Ndop.
Le lac de retenue de Bamendjing créé en 1974, baigne la partie nord-est du territoire communal.
| Santa  | Balikumbat | Ndop      |
| Mbouda | Galim      | Kouoptamo |
|        | Mbouda     |           |

## Histoire
D'abord District par décret N°60-276 du 30 décembre 1960 portant création du District de Galim, la localité est transformée en Arrondissement par le décrt N°62/DF/338 du 17 septembre 1962. Le même décret de transformation crée la Commune Mixte Rurale de Galim.

## Population
Lors du recensement de 2005, la commune comptait 51 014 habitants, dont 5 679 pour Galim Ville.

## Structure administrative de la commune
Outre Galim proprement dit, la commune comprend les villages suivants :
- Bagam
- Bamendjing
- Bamenyam
- Banza
- Bati
- Bendong
- Folani
- Fouoya
- Kamadehe
- Mbaghong
- Mbefou
- Mbehuc
- Mbenzate
- Mbessa
- Menfoung
- Mengoh
- Mevobo
- Modong
- Ngossong
- Ngoyo
- Nkiéneghang
- Tassé Yeyep
- Tata
- Tiogou
- Tsineghah
- Tsissap

## Chefferies traditionnelles
L'arrondissement de Galim compte quatre chefferies traditionnelles de 2e degré, :
- 635 : Chefferie Bagam
- 636 : Chefferie Bamenyam
- 637 : Chefferie Bamendjing
- 638 : Chefferie Bati

L'arrondissement compte 55 chefferies de troisième degré.
http://www.irenees.net/bdf_fiche-experience-810_fr.html
http://www.commune-galim.com/index.php/infrastructures-communales/sante

## Cultes
La paroisse protestante de Galim-Ville relève de la région synodale des Bamboutos et Nord-Ouest de l'Église évangélique du Cameroun. La paroisse catholique Saint Simon de Bati-Galim relève de la doyenné de Mbouda du diocèse de Bafoussam.